# Santa María Chachoapam
Santa María Chachoapam là một đô thị thuộc bang Oaxaca, México. Năm 2005, dân số của đô thị này là 750 người.